# Elzerina
Elzerina is een mosdiertjesgeslacht uit de familie van de Flustrellidridae en de orde Ctenostomatida. De wetenschappelijke naam ervan is in 1816 voor het eerst geldig gepubliceerd door Lamouroux.

## Soorten
- Elzerina badia Gordon, 1984
- Elzerina binderi (Busk, 1861)
- Elzerina blainvillii Lamouroux, 1816
- Elzerina cylindrica (Hincks, 1884)

- Elzerina mutabilis Risso, 1827 (nomen dubium)